# Stilla havet
Stilla havet, även Stora oceanen eller Pacifiken, är världens största ocean. Det sträcker sig från Norra ishavet i norr till den Antarktiska oceanen i söder, och separerar Asien och Australien i väst från Amerika i öst. Stilla havet upptar en yta av cirka 166 miljoner kvadratkilometer, vilket motsvarar omkring 32 procent av jordens totala yta (510 miljoner kvadratkilometer), och cirka 46 procent av jordens totala vattenyta (361 miljoner kvadratkilometer). Stilla havet är även världens djupaste hav, med ett medeldjup på 4 280 meter och ett maxdjup på 11 034 meter.

## Geografi

### Utbredning
Stilla havet är världens största ocean, med en yta på totalt 166 miljoner kvadratkilometer. Stilla havet avgränsas av Asien och Australien i väst, och av Amerika i öst. I syd-nordlig riktning sträcker sig havet cirka 15 000 kilometer, från Antarktiska oceanen till Berings sund, varefter Norra ishavet tar sin början. I öst-västlig riktning sträcker sig havet som mest 20 000 kilometer  – halvvägs runt jorden  – mellan Indonesien och Colombia. Malackasundet i väst förbinder Stilla havet med Indiska oceanen, medan Magellans sund och Drakes sund i öst utgör länken mellan Stilla havet och Atlanten. Stilla havet inbegriper flera bihav, såsom Sulawesisjön, Korallhavet, Sydkinesiska havet, Östkinesiska havet, Japanska havet, Ochotska havet och Filippinerhavet.
Stilla havet krymper för närvarande[när?], i och med att stillahavsplattan sänks ned under andra kontinentalplattor genom så kallad subduktion.

### Angränsande länder och territorier

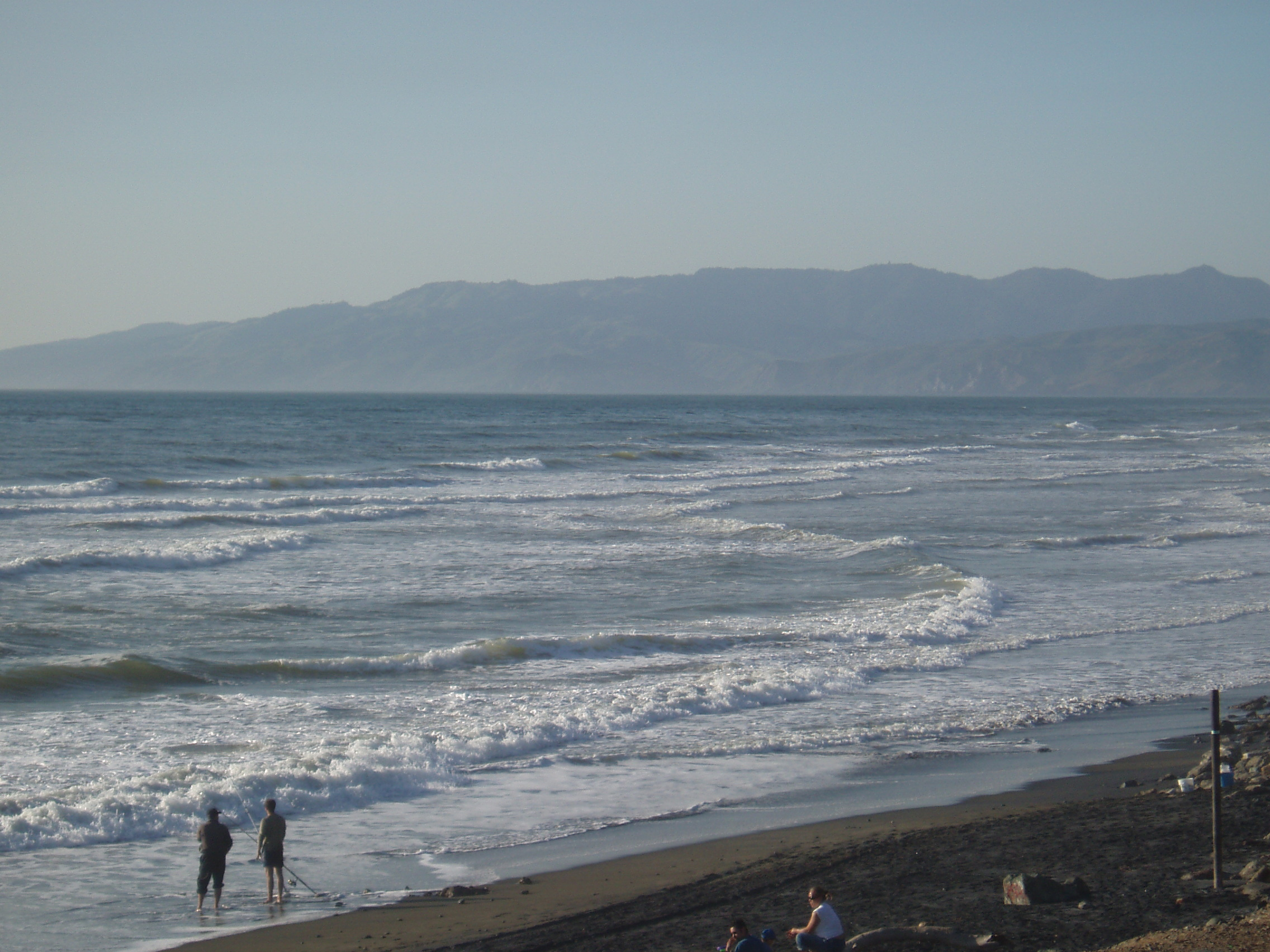
Strand mot Stilla havet vid San Francisco i Kalifornien, USA.

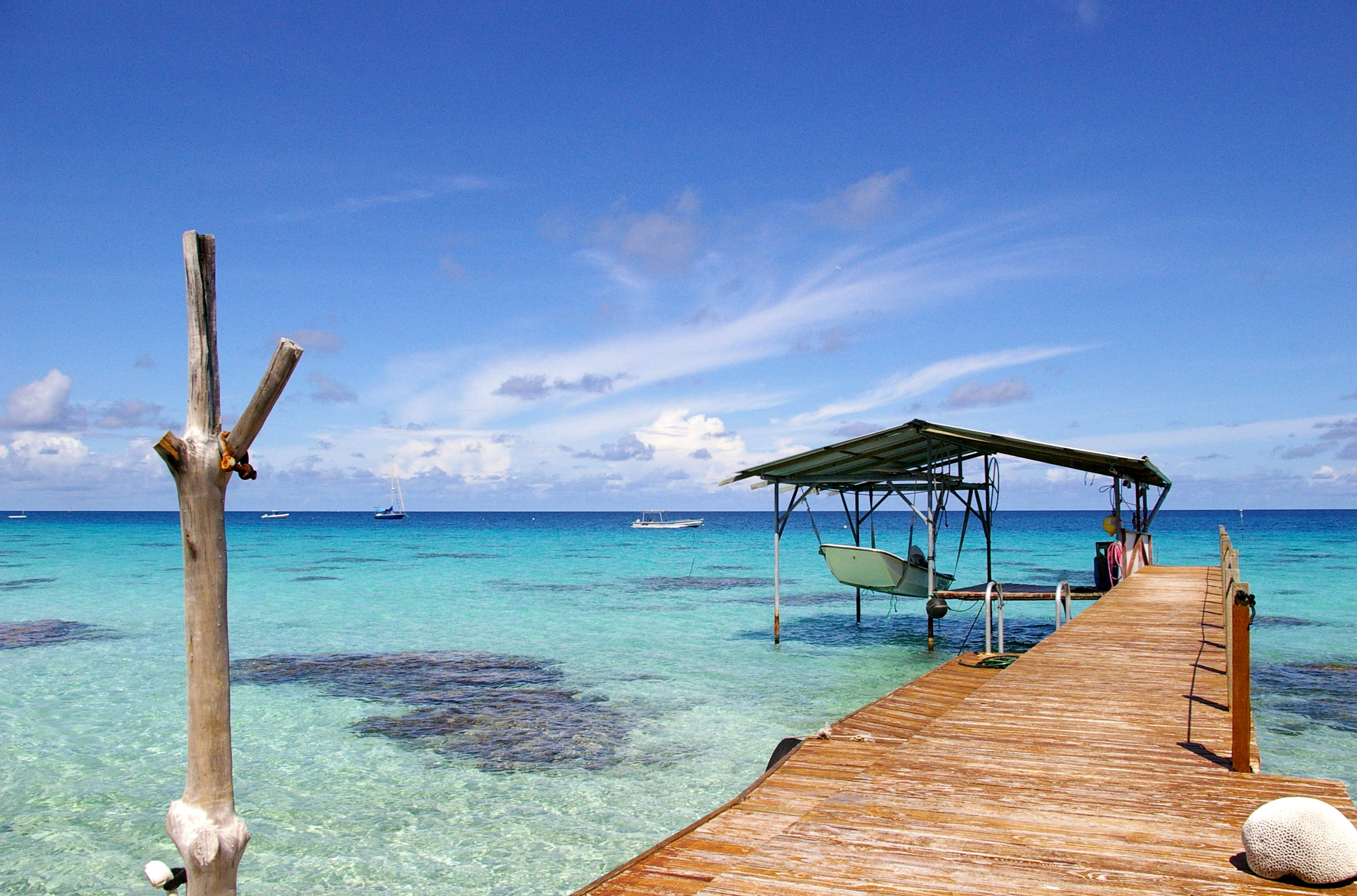
Brygga mot Stilla havet vid Tuamotuöarna i territoriet Franska Polynesien.

#### Suveräna stater
- Australien
- Brunei
- Chile
- Colombia
- Costa Rica
- Ecuador
- El Salvador
- Fiji
- Filippinerna
- Guatemala
- Honduras
- Indonesien
- Japan
- Kambodja
- Kanada
- Kina
- Kiribati
- Malaysia
- Marshallöarna
- Mexiko
- Mikronesiska federationen
- Nauru
- Nicaragua
- Nordkorea
- Nya Zeeland
- Palau
- Panama
- Papua Nya Guinea
- Peru
- Ryssland
- Salomonöarna
- Samoa
- Singapore
- Sydkorea
- Taiwan
- Thailand
- Östtimor
- Tonga
- Tuvalu
- USA
- Vanuatu
- Vietnam

#### Territorier
- Amerikanska Samoa (USA)
- Cooköarna (Nya Zeeland)
- Franska Polynesien (Frankrike)
- Förenta staternas mindre öar i Oceanien
 (USA)
- Guam (USA)
- Hongkong (Kina)
- Korallhavsöarna (Australien)
- Macao (Kina)
- Niue (Nya Zeeland)
- Nordmarianerna (USA)
- Norfolkön (Australien)
- Nya Kaledonien (Frankrike)
- Pitcairnöarna (Storbritannien)
- Tokelau (Nya Zeeland)
- Wallis- och Futunaöarna (Frankrike)

### Öar och landmassor

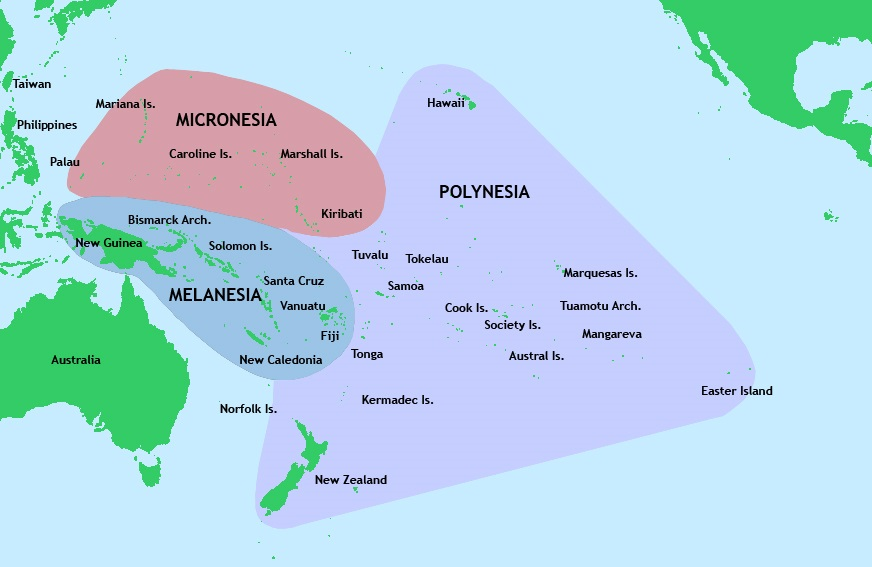
Mikronesien
Melanesien
Polynesien

Inget världshav är så rikt på öar som Stilla havet, men merparten av dessa har en mycket liten yta. Bortsett från öarna utefter kontinenternas kuster, Nya Zeeland och de båda största av öarna ute i Oceanen (Hawaii och Viti Levu), ligger alla mellan 30° nordlig och 30° sydlig bredd. Mellan Asien och 130° västlig längd finns ett mycket stort antal småöar fördelade på områdena Melanesien, Mikronesien och Polynesien. Öarna upptar endast cirka 30 000 kvadratkilometer, vilket motsvarar en yta av Dalarnas storlek. Stilla havets oceaniska öar sammanfattas under namnet Oceanien. Tidigare gick de under beteckningen Söderhavsöarna och havet runt dem kallades Söderhavet. Numera används de namnen främst i turistreklam.

### Djup
Stilla havet är det djupaste av världshaven. Djupet växer i allmänhet från sydöst, där det utanför Patagonien är 2 000 meter djupt, mot nordväst och väst, där det når 8 000 till 9 000 meter och lägre. Man har funnit i Stilla havets bottenfördjupningar, så kallade gravar, som sänker sig betydligt lägre under havsytan än jordens högsta berg höjer sig över densamma. De djupaste sänkorna är Mindanaograven öster om ön Mindanao, med 9 780 meters djup (upptäckt av det tyska skeppet "Planet" 2 juni 1912), det hittills uppmätta största havsdjupet, Marianergraven, med 11 034 meters djup (upptäckt av det amerikanska telegrafskeppet "Nero" 14 november 1899), Kermadecgraven som fortsättes mot norr av Tongagraven, Filippinergraven öster om Filippinerna och under många år ansedd för det största havsdjupet, Palaugraven, öster om Palauöarna, med 8 138 meters djup. Alla dessa maximaldjup ligger i havets västra del. Havets medeldjup har beräknats till 4 280 meter, eller, om randhaven medräknas, 3 800 meter.

### Havsströmmar
Havsströmmarna i Stilla havet domineras av de två stora oceanvirvlar som ligger norr och söder om ekvatorn. Virvlarnas södra respektive norra del utgörs av två västgående ekvatorialströmmar som drivs av passadvindar. Strömmarna ligger mellan 20° nordlig och 24° sydlig bredd, men skiljs från varandra genom en motström mellan 3° nordlig bredd och 8° nordlig bredd. Den norra ekvatorialströmmen böjer av norrut vid Filippinerna och fortsätter som en västintensifierad randström upp mot Japan, där den kallas Kuroshio. Den möter öster om Kurilerna den från norr kommande kalla Oyashioströmmen och fortsätter därefter österut över Stilla havet som Norra stillahavsströmmen. Då strömmen når den nordamerikanska kusten böjer den av åt söder och sammanflyter med den kalla Californiaströmmen. Även den södra ekvatorialströmmen ändrar riktning, då den i väster träffar land (Nya Guinea och Indiska övärlden), och en del går mot norr och förenar sig med den ekvatoriella motströmmen eller banar sig under inverkan av nordöstmonsunen genom Sydkinesiska havet en väg in i Indiska oceanen. En annan gren går åt söder förbi Australien under namnet Östaustraliska strömmen och vänder sig omkring 40° sydlig bredd mot öster. Här möter den en från Antarktiska oceanen kommande kall ström, vars vatten slutligen helt får överhand och under namnet Humboldtströmmen tränger upp till Sydamerikas västkust. Dock är det kalla vattnet vid denna kust delvis en följd av kallt bottenvatten som stiger upp till ytan som ersättning för de av ekvatorialströmmen mot väster drivna vattenmassorna, så kallad uppvällning.

## Historia

### Polynesisk expansion
En stor del av öarna i Stilla havet koloniserades först av polynesier.

### Europeiska upptäcktsresor

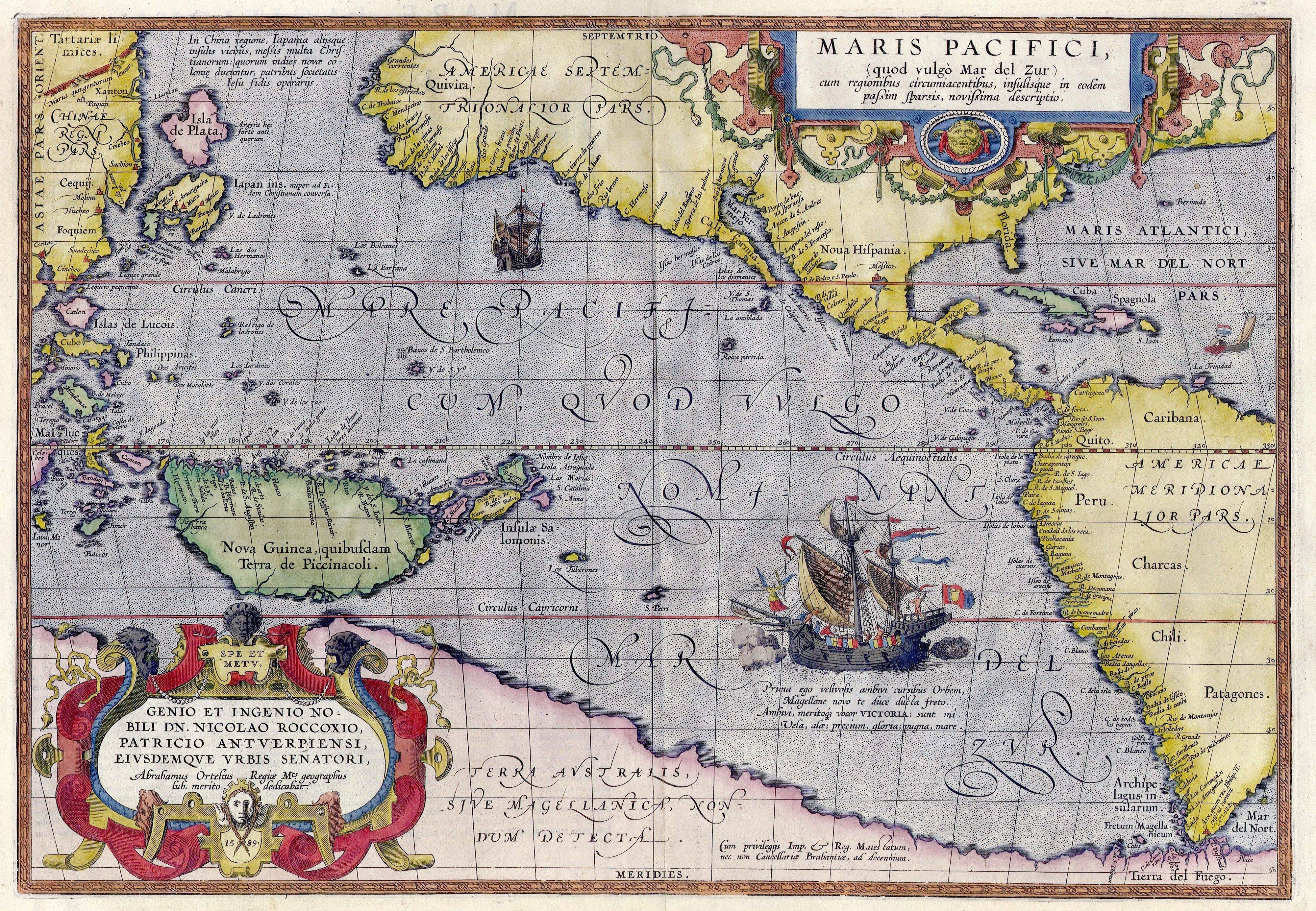
Maris Pacifici av Ortelius (1589). En av de äldsta tryckta kartorna av Stillahavsregionen.

Stilla havet blev ganska sent känt för européerna. På 1200- och 1300-talet besöktes den västra delen av regionen av Marco Polo och hans efterföljare, men de var förhållandevis okunniga om Stilla havets utsträckning. Den 25 september 1513 fick spanjoren Vasco Núñez de Balboa från ett berg på Panamanäset se det hav, vilket redan Christofer Columbus hade hört talas om. Balboa, som kom från norr och såg havet utbreda sig söder om näset, kallade det Söderhavet (Mar del Sur). 
En närmare undersökning gjordes av portugisen Ferdinand Magellan, som efter att han under kraftiga stormar genomseglat det efter honom uppkallade Magellans sund 28 november 1520 styrde kurs ut på den okända oceanen. Under den fem månader långa färden till Filippinerna upplevde han inte en enda storm. Han kallade därför havet för Stilla havet (Mar pacifico), ett namn som kom att bestå in i våra dagar. 
År 1525 sändes en flotta ut från Spanien under befäl av García Jofre de Loaísa för att i Magellans spår försöka ta sig fram till Moluckerna. Denna misslyckades med sitt uppdrag. 1527 sände Hernan Cortez 1527 fartyg från Mexiko till Moluckerna. De nådde fram, men lyckades inte ta sig tillbaka till Mexiko. Efter några års uppehåll började spanjorerna åter sina resor från Mexiko till Filippinerna men först sedan Urdaneta påvisat hur man skulle ta sig tillbaka till Mexiko (se nedan) fick upptäcktsresorna någon praktisk betydelse. För utforskningen av Stilla havet som helhet hade dessa resor nästan inget värde genom att de alltid följde samma rutt. Det förklarar också varför spanjorerna inte upptäckte Hawaii, som ligger ungefär mitt emellan de färdvägar man följde på resorna till och från Filippinerna. Den första segelfärden från Sydamerikas västra kust till Europa företogs först 1580. 
Bland de som senare utforskat Stilla havet kan nämnas holländaren Abel Tasman (1642-1644), engelsmännen William Dampier (1680-1691), George Anson (1740–1744), John Byron (1764–1766), Philip Carteret (1765–1768), Samuel Wallis (1767) och i främsta rummet James Cook (1768–1779), dansk-ryske Vitus Bering (1725–1741) samt fransmännen Louis Antoine de Bougainville (1766–1768) och Jean-François de La Pérouse (1787). På 1800-talet utvidgades kunskapen om Stilla havet ytterligare av Robert McClure samt genom de av vissa stater utrustade forskningsexpeditionerna för undersökning av havets fysiska förhållanden.
Se även: Oceaniens historia

### Kolonisation och handel
Sedan Spanien intagit Filippinerna blev hela havet under mer än tvåhundra år förbehållet spansk sjöfart. Varje år sände Spanien en handelsflotta från Mexiko till Filippinerna. Det gick lätt nog med hjälp av de på detta bälte förhärskande passadvindarna. Men dessa vindar gjorde det länge omöjligt att segla tillbaka till Mexiko med öarnas produkter. Slutligen lyckades dock munken Andrés de Urdaneta (1565) då han seglade norr om passadbältet under 43° nordlig bredd till den amerikanska kusten. Sedan gick spanjorernas alla handelsfärder samma väg; åt väster från Mexiko i närheten av 10° nordlig bredd samt tillbaka omkring den 40:e breddgraden. Detta var länge all den handelssjöfart som förekom på Stilla havet, om man undantar kustfarten utefter Amerika samt kustfarten till Kina och Japan. 
Även sedan andra länders fartyg börjat visa sig på Stilla havet fortfor det att mer vara ett mål för geografiska upptäcktsresor än för handelsresor. Det var först efter att Australien och Nya Zeeland börjat koloniseras som sjöfarten på havet ökade. Allra viktigast för dess uppsving var järnvägen New York–San Francisco samt Japans inträde bland de stora sjöfarts- och handelsnationerna. Samtidigt började vissa av ögrupperna i Stilla havet få större betydelse för handeln. 
Ett stort antal telegrafkablar förenade tidigt vissa ögrupper med Australien och Europa, men först 1900–1903 nedlades den första kabeln från havets ena sida till den andra. Den gick från Brisbane i Australien över Norfolk, Nya Zeelands nordö och Fijiöarna till Vancouver med 13 500 kilometer längd. Senare lade USA en kabel från San Francisco över Hawaii och Guam till Manila som med 14 519 kilometer var den längsta av alla telegrafkablar.

### Stillahavskriget och andra världskriget
Stillahavskriget är den del av andra världskriget där Japan stred mot bland annat USA och Kina.